# 新田村 (福島県)
新田村（にったむら）は福島県大沼郡にあった村。現在の会津美里町北端、只見線新鶴駅周辺にあたる。

## 地理
- 河川：宮川

## 歴史
- 1889年（明治22年）4月1日 - 町村制の施行により、新屋敷村、立石田村、和田目村、沼田村、小沢村の区域をもって発足。
- 1898年（明治31年）1月23日 - 鶴野辺村と合併して新鶴村が発足。同日新田村廃止。

## 著名な出身者
- 金田利雄(新鶴村長、福島協和信用組合理事長）

## 交通

### 鉄道路線
現在は旧村域に只見線の新鶴駅が所在するが、当時は未開業。